# Clásica San Sebastián 2024
Die Clásica San Sebastián 2024 war die 43. Austragung des spanischen Eintagsrennens. Das Rennen fand am 10. August statt und war Teil der UCI WorldTour 2024.
Der Sieg ging an dem Schweizer Marc Hirschi (UAE Team Emirates), der sich im Schlussanstieg gemeinsam mit Julian Alaphilippe (Soudal Quick-Step) absetzte und schlussendlich im Zielsprint gewann. Mit sieben Sekunden Rückstand wurde Lennert Van Eetvelt (Lotto Dstny) Dritter.

## Teilnehmende Mannschaften und Fahrer
Neben den 18 UCI WorldTeams gingen auch 7 UCI ProTeams bei dem Rennen an den Start. Für jedes Team sind sieben Fahrer startberechtigt.
Mit Neilson Powless (EF Education-EasyPost), Julian Alaphilippe (Soudal Quick-Step) und Bauke Mollema (Lidl-Trek) standen drei ehemalige Sieger bei der 44. Austragung am Start.
Als Favoriten galten: Jonas Vingegaard, Sepp Kuss (beide Team Visma-Lease a Bike), Julian Alaphilippe, Mikel Landa (beide Soudal Quick-Step), Marc Hirschi, Pavel Sivakov, Marc Soler, Isaac Del Toro (alle UAE Team Emirates),  Daniel Felipe Martínez, Sergio Higuita (beide Red Bull–Bora–Hansgrohe), Giulio Ciccone (Lidl-Trek), Simon Yates (Team Jayco AlUla), Ben O’Connor (Decathlon AG2R La Mondiale Team), Jhonatan Narváez (Ineos Grenadiers) Santiago Buitrago, Pello Bilbao (beide Bahrain Victorious), Lenny Martinez (Groupama-FDJ), Maxim Van Gils, Lennert Van Eetvelt (beide Lotto Dstny), Neilson Powless (EF Education-EasyPost), Romain Bardet (Team dsm-firmenich PostNL), Michael Woods (Israel-Premier Tech) Alex Aranburu, Pelayo Sánchez (beide Movistar Team), Tobias Halland Johannessen (Uno-X Mobility) und Axel Laurance (Alpecin-Deceuninck).
| UCI WorldTeams | UCI WorldTeams                  | UCI WorldTeams | UCI WorldTeams          | UCI WorldTeams | UCI WorldTeams            | UCI ProTeams | UCI ProTeams           |
| -------------- | ------------------------------- | -------------- | ----------------------- | -------------- | ------------------------- | ------------ | ---------------------- |
| ADC            | Alpecin-Deceuninck              | GFC            | Groupama-FDJ            | DFP            | Team dsm-firmenich PostNL | CJR          | Caja Rural-Seguros RGA |
| ARK            | Arkéa-B&B Hotels                | IGD            | Ineos Grenadiers        | JAY            | Team Jayco AlUla          | EKP          | Equipo Kern Pharma     |
| AST            | Astana Qazaqstan Team           | IWA            | Intermarché-Wanty       | TVL            | Team Visma-Lease a Bike   | EUS          | Euskaltel-Euskadi      |
| TBV            | Bahrain Victorious              | LTK            | Lidl-Trek               | UAD            | UAE Team Emirates         | IPT          | Israel-Premier Tech    |
| COF            | Cofidis                         | MOV            | Movistar Team           |                |                           | LDT          | Lotto Dstny            |
| DAT            | Decathlon AG2R La Mondiale Team | RBH            | Red Bull-Bora-Hansgrohe |                |                           | TEN          | TotalEnergies          |
| EFE            | EF Education-EasyPost           | SOQ            | Soudal Quick-Step       |                |                           | UXM          | Uno-X Mobility         |

## Streckenführung
Mit einer Länge von 236 Kilometern war die leicht veränderte Strecke etwas länger als im Vorjahr. Das Rennen startete und endete in San Sebastián und führte über die Hügel des spanischen Baskenlandes, wobei sieben kategorisierten Anstiege und zwei Zwischensprintwertungen auf dem Programm standen. Auf den ersten Kilometern führte die Strecke über Hernani nach Villabona, von wo aus der erste Anstieg des Tages, der Andazarrate (435 m), in Angriff genommen wurde. Die Kuppe wurde nach 27,7 Kilometern überquert, ehe es nach der anschließenden Abfahrt entlang der Küste über Zarautz und Zumaia nach Deba ging. Nun folgten mit dem Azkarate (340 m), Urraki (683 m) und Alkiza (336 m) drei kategorisierte Anstiege innerhalb von wenigen Kilometern. Über Andoain und Hernani ging es schließlich zurück nach San Sebastián, wo nach 158,9 Kilometern die erste Zieldurchfahrt erfolgte. Hier wurde zudem ein Zwischensprint ausgefahren. Rund 70 Kilometer vor dem Ziel wurde mit dem Jaizkibel (455 m) der bekannteste Anstieg des Rennens in Angriff genommen. Der 7,9 Kilometer lange Anstieg wies dabei eine durchschnittliche Steigung von 5,6 % auf, ehe es bergab nach Hondarribia ging, das den östlichsten Punkt der Streckenführung darstellte.
Über Irun gelangten die Fahrer zum Einstieg in den Erlaitz (443 m). Dieser wies auf einer Länge von 3,8 Kilometern eine durchschnittliche Steigung von 10,6 % auf und wurde 40,8 Kilometer vor dem Ziel passiert. Nach der Kuppe folgte ein rund fünf Kilometer langes Hochplateau, auf dem sich bergauf und bergab Passagen abwechselten. Die anschließende Abfahrt führte nach Oiartzun, bevor es auf direktem Weg über Errenteria zurück nach San Sebastián ging. 16,5 Kilometer vor dem Ziel wurde hier der zweite Zwischensprint ausgefahren, ehe der Start- und Zielort ein letztes Mal in Richtung Westen verlassen wurde. Anstelle des Murgil-Anstiegs (254 m) wurde im Jahr 2024 erstmals der Pilotegi (252 m) befahren, der parallel im Osten verläuft. Die zwei Kilometer lange Steigung beginnt in Ibaeta und weist eine durchschnittliche Steigung von 11,7 % auf. Die Durchschnittssteigung auf dem letzten Kilometer liegt bei 17 %, wobei Rampen von bis zu 27 % absolviert werden mussten. Die Kuppe wurde 7,6 Kilometer vor dem Ziel passiert. Im Anschluss nahmen die Fahrer eine rund fünf Kilometer lange Abfahrt in Angriff, ehe die letzten drei Kilometer flach zum Ziel führten. Im Finale wurde der Playa de La Concha passiert, bevor die Fahrer das Ziel auf dem Boulevard Zumardia erreichten.
|               | km    | Höhe (m) | Länge (km) | Ø Steigung | Kategorie |
| ------------- | ----- | -------- | ---------- | ---------- | --------- |
| Andazarrate   | 27,7  | 435      | 5,9        | 5,7 %      | 3         |
| Azkarate      | 86,9  | 340      | 4,2        | 7,3 %      | 3         |
| Urraki        | 107,7 | 683      | 8,6        | 6,9 %      | 2         |
| Alkiza        | 128,2 | 336      | 4,4        | 6,2 %      | 3         |
| San Sebastian | 158,9 |          |            |            | Sprint    |
| Jaizkibel     | 175,5 | 455      | 7,9        | 5,6 %      | 2         |
| Erlaitz       | 195,2 | 443      | 3,8        | 10,6 %     | 1         |
| San Sebastian | 219,5 |          |            |            | Sprint    |
| Pilotegi      | 228,4 | 252      | 2          | 11,7 %     | 2         |

## Rennverlauf und Ergebnis
In der frühen Rennphase kam es immer wieder zu Angriffen, wobei sich die Ausreißergruppe des Tages erst nach dem Anstieg des Andazarrate bildete. In der Gruppe vertreten waren mit Warren Barguil (dsm-firmenich PostNL), Simon Carr (EF Education-EasyPost), Amanuel Ghebreigzabhier (Lidl-Trek), Ben Zwiehoff (Red Bull–Bora–Hansgrohe), Jesús Herrada (Cofidis), Davide De Pretto (Jayco AlUla), Thibault Guernalec (Arkéa-B&B Hotels), Pierre Latour (TotalEnergies), Sylvain Moniquet (Lotto Dstny) und Ådne Holter (Uno-X Mobility) zehn Fahrer vertreten. Die Ausreißergruppe fuhren einen maximalen Vorsprung von rund viereinhalb Minuten heraus, ehe sie noch vor dem Zwischensprint von San Sebastian rund 80 Kilometer vor dem Ziel zerfiel.
Im Anstieg des Jaizkibel setzte sich Simon Carr von seinen verbliebenen Fluchtgefährten ab und führte das Rennen nun als Solist an. Nachdem das Team Visma-Lease a Bike den Großteil der Nachführarbeit übernommen hatte, griff Florian Lipowitz (Red Bull–Bora–Hansgrohe) im Anstieg des Erlaitz an und schloss gemeinsam mit Julian Alaphilippe (Soudal Quick-Step) zu dem führenden Simon Carr auf. Der Brite wurde kurz darauf distanziert, ehe mit Pavel Sivakov (UAE Team Emirates) ein dritter Fahrer zur Spitze des Rennens aufschloss. Unterdessen waren mit Simon Yates (Jayco AlUla) und Jonas Vingegaard (Visma-Lease a Bike) zwei Favoriten abgehängt worden, wobei beide das Rennen wenig später aufgaben. Nachdem er das Tempo erneut forciert hatte, setzte sich Pavel Sivakov von Florian Lipowitz und Julian Alaphilippe ab, ehe er mit einem Vorsprung von 20 Sekunden über die Kuppe führte. Dahinter bildete sich eine acht Fahrer umfassende Verfolgergruppe, die in der anschließenden Abfahrt weiter anwuchs.
In der Verfolgergruppe übernahm nun das Team Lotto Dstny die Nachführarbeit, da sie mit Lennert Van Eetvelt und Maxim Van Gils zwei Mitfavoriten in aussichtsreicher Position hatten. Pavel Sivakov erreichte den Schlussanstieg des kurzen, aber steilen Pilotegi mit einem Vorsprung von rund 15 Sekunden, ehe er kurz darauf rund neun Kilometer vor dem Ziel eingeholt wurde. Nun griff Julian Alaphilippe erneut an, wobei ihm zunächst nur Marc Hirschi (UAE Team Emirates) folgen konnte. Nachdem das Tempo etwas reduziert worden war, konnten auch Jhonatan Narváez (Ineos Grenadiers), Brandon McNulty (UAE Team Emirates) und Patrick Konrad (Lidl-Trek) zu den beiden Spitzenreitern aufschließen. Auf dem letzten steilen Kilometer kamen auch Lennert Van Eetvelt, Michael Woods (Israel-Premier Tech) und Kevin Vermaerke (dsm-firmenich PostNL) hinzu, während Patrick Konrad zurückfiel. Kurz vor der Kuppe griff Julian Alaphilippe ein weiteres Mal an und konnte sich erneut gemeinsam mit Marc Hirschi absetzen. Dahinter folgte Lennert Van Eetvelt mit einer kleinen Lücke. Nach der Abfahrt betrug der Rückstand des Belgiers etwas weniger als zehn Sekunden, die er auf den verbliebenen zwei Kilometern jedoch nicht schließen konnte. Im Sprint setzte sich Marc Hirschi vor Julian Alaphilippe durch, ehe Lennert Van Eetvelt den Zielstrich als Dritter mit einem Rückstand von sieben Sekunden überquerte. Für Marc Hirschi war es der erste Sieg in der UCI WorldTour seit dem Flèche Wallonne 2020.
| Platz | Fahrer              | Nation | Team                      | Zeit                  |
| ----- | ------------------- | ------ | ------------------------- | --------------------- |
| 01.   | Marc Hirschi        | SUI    | UAE Team Emirates         | 5:46:12 h (40,9 km/h) |
| 02.   | Julian Alaphilippe  | FRA    | Soudal Quick-Step         | "                     |
| 03.   | Lennert Van Eetvelt | BEL    | Lotto Dstny               | + 0:07 min            |
| 04.   | Kevin Vermaerke     | USA    | Team dsm-firmenich PostNL | + 0:17 min            |
| 05.   | Jhonatan Narváez    | ECU    | Ineos Grenadiers          | + 0:25 min            |
| 06.   | Neilson Powless     | USA    | EF Education-EasyPost     | "                     |
| 07.   | Patrick Konrad      | AUT    | Lidl-Trek                 | "                     |
| 08.   | Michael Woods       | CAN    | Israel-Premier Tech       | "                     |
| 09.   | Jan Christen        | SUI    | UAE Team Emirates         | + 0:36 min            |
| 010.  | Brandon McNulty     | USA    | UAE Team Emirates         | + 0:37 min            |

| Fahrer        | Nation      | Team              | Punkte      |
| Bergwertung   | Bergwertung | Bergwertung       | Bergwertung |
| ------------- | ----------- | ----------------- | ----------- |
| Pavel Sivakov | FRA         | UAE Team Emirates | 10          |
| Sprintwertung |             |                   |             |
| Pavel Sivakov | FRA         | UAE Team Emirates | 10          |

## Vergabe der UCI-Punkte
Die Clásica San Sebastian 2024 war Teil der UCI WorldTour 2024. Nach dem Rennen wurden UCI-Punkte vergeben, die sich auf die Platzierung der Fahrer und Mannschaften im UCI Ranking auswirkten. Die Punktevergabe erfolgte nach folgendem Schlüssel:
| Platzierung  | 1.  | 2.  | 3.  | 4.  | 5.  | 6.  | 7.  | 8.  | 9. | 10. | Anmerkung                               |
| ------------ | --- | --- | --- | --- | --- | --- | --- | --- | -- | --- | --------------------------------------- |
| Tageswertung | 400 | 320 | 260 | 220 | 180 | 140 | 120 | 100 | 80 | 68  | gestaffelt bis zum 60. Platz (2 Punkte) |